# Hypolytrum schraderianum
Hypolytrum schraderianum är en halvgräsart som beskrevs av Christian Gottfried Daniel Nees von Esenbeck. Hypolytrum schraderianum ingår i släktet Hypolytrum och familjen halvgräs. Inga underarter finns listade i Catalogue of Life.